# Patrióták Európáért
A Patrióták Európáért (angolul Patriots for Europe, PfE) amely a magyar nyelvű médiában Hazafiak Európáért néven is szerepel, 2024. június 30-án alapított radikális jobb –szélsőjobboldali nacionalista, euroszkeptikus politikai szövetség, 2024 júliusában az Európai Parlamentben (EP) a harmadik legnagyobb képviselőcsoport (12 országból 86 képviselő). Az Identitás és Demokrácia (ID) csoportból léptek át a legtöbben, amely 2019-ben alakult, és az átlépésekkel megszűnt. A képviselőcsoport elnöke megalakulásakor a francia Jordan Bardella (Nemzeti Tömörülés), elsőrendű alelnöke Gál Kinga (Fidesz) lett; a két legtöbb képviselőt adó párt képviseletében. A szövetség székhelye Párizsban van. Ahogy korábban az ID csoportját is, úgy most a PfE-t is kiszorította a többi képviselőcsoport a vezetői tisztségekből. Bár nagyságuk alapján az EP 14 alelnöki posztja közül kettőre számíthattak volna, de sem ezekre, sem a bizottságok elnöki, alelnöki tisztségeire nem kapott egyik jelöltjük sem elegendő szavazatot.

## Alapítása
A képviselőcsoport megalakulását 2024. június 30-án, bécsi sajtótájékoztatón jelentette be Herbert Kickl (FPÖ), Orbán Viktor (Fidesz) és Andrej Babiš (ANO).
A három pártvezető aláírt egy „hazafias kiáltványt”, amely meghatározza a csoport politikai céljait. Ezek közé tartozik az országok szuverenitásának védelme, az illegális migráció elleni küzdelem és az európai zöld megállapodás felülvizsgálata. Reményeik szerint az új csoporthoz többen is csatlakoznak, és az egyik legerősebb frakciót alkothatják az Európai Parlamentben.
A Fidesz országgyűlési képviselői a közelmúltban egyetlen EU-frakcióhoz sem tartoztak, amióta 2021 márciusában kiléptek a kereszténydemokrata Európai Néppártból (EPP). Az ANO párt képviselői 2011-től 2024. június közepéig a liberális-centrista Újítsuk meg Európát (Renew Europe, RE) frakcióhoz tartoztak, ahol éppen vizsgálat folyt ellenük a liberális értékek melletti elköteleződésük hiánya miatt. Az FPÖ a 2019–2024-es választási időszakban az Identitás és Demokrácia (ID) frakcióhoz tartozott.
2024. július 1-én André Ventura a portugál szélsőjobboldali Chega (Elég!) elnöke bejelentette, hogy pártja kilép az Európai Konzervatívok és Reformisták (ECR) frakcióból, és csatlakozik az alakuló új frakcióhoz. Matteo Salvini olasz kormányfőhelyettes, a Liga (LSP) elnöke üdvözölte a patrióta csoport kezdeményezését.
2024. július 5-én Santiago Abascal a spanyol VOX párt elnöke bejelentette, hogy pártja kilép az Európai Konzervatívok és Reformisták (ECR) frakcióból és csatlakozik a PfE frakcióhoz. Geert Wilders a holland Szabadságpárt (PVV) vezetője szintén bejelentette, hogy pártja kilép az Identitás és Demokrácia (ID) frakcióból, és csatlakozik az új frakcióhoz.

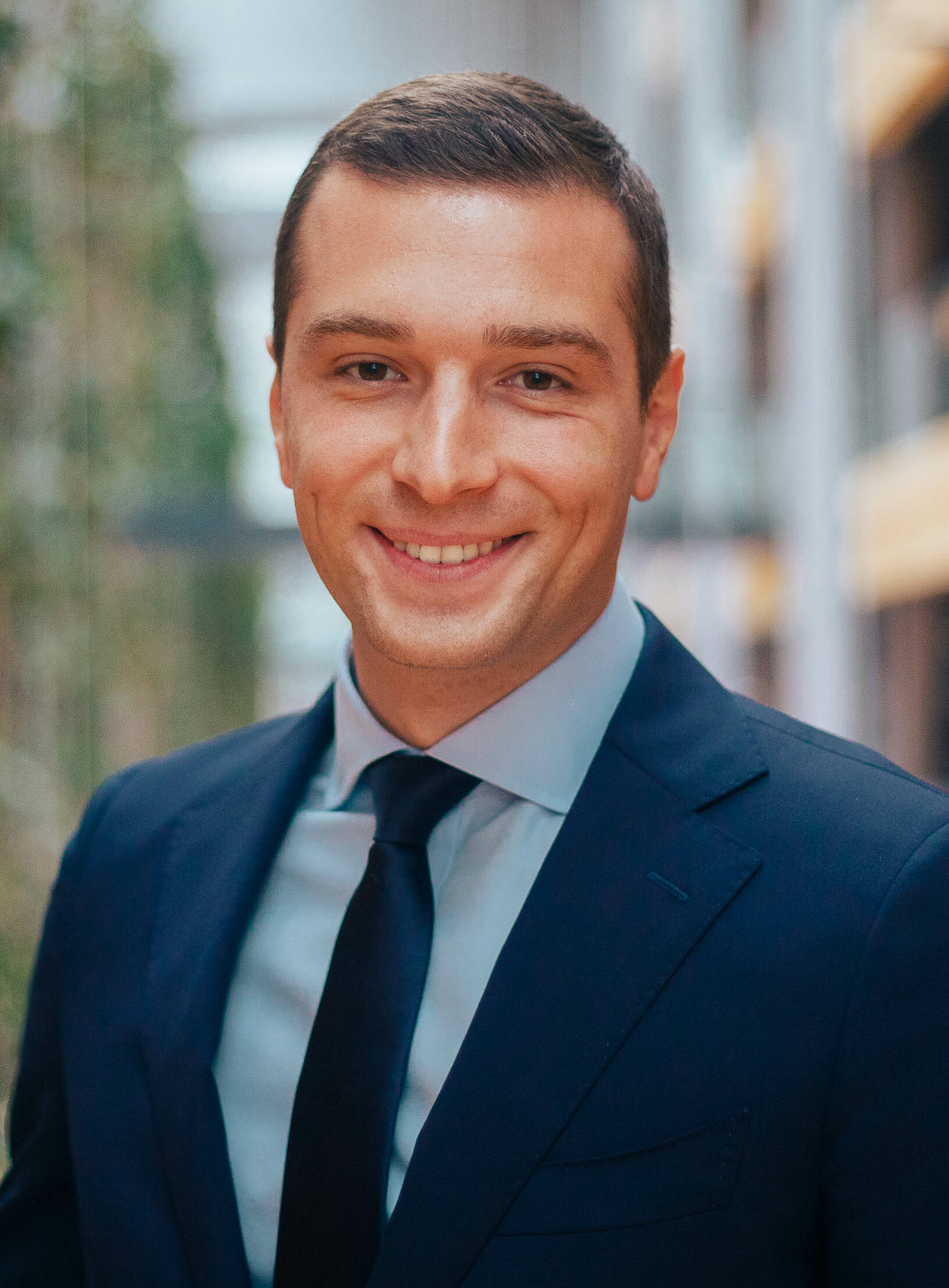
Jordan Bardella frakcióvezető

2024. július 6-án Anders Vistisen európai parlamenti képviselő bejelentette pártja nevében, hogy a Dán Néppárt (DF) is elhagyja az Identitás és Demokrácia (ID) frakciót, és a PfE csoporthoz csatlakoznak. Ezzel a pártcsoport teljesítette a minimális elvárásokat, hogy frakcióként is regisztrálhatja magát az Európai Parlamentben. Ugyancsak ezen a napon közölte a belga Flamand Érdek (VB) Párt elnöke, Tom Van Grieken, hogy képviselőik csatlakozni fognak az újonnan létrehozott csoporthoz.
| „                 | A jobboldali, hazafias pártoknak össze kell fogniuk Európában. Büszkeséggel tölt el bennünket, hogy ennek a politikai családnak a tagjai lehetünk majd. | ” |
| – Tom Van Grieken | |   |

2024. július 8-án a francia Nemzeti Tömörülés (RN) és a olasz Liga (LSP) is bejelentette, hogy elhagyja az Identitás és Demokrácia (ID) frakciót, és csatlakozik a PfE csoporthoz. A csoporthoz csatlakozott még 3 független képviselő is a cseh Eskü és Autósok választási szövetség, amelyet az Eskü (Přísaha) párt és az Autósok Magukért párt – ami egy prágai helyi párt – alapítottak a 2024-es európai parlamenti választásra), valamint a Lettország az Első pártoktól.
| időszak   | név                                | fő pártok       |
| --------- | ---------------------------------- | --------------- |
| 1989–1994 | Európai Jobboldal                  | FN, REP         |
| 2007      | Identitás, Hagyomány, Szuverenitás | FN, PRM         |
| 2015–2019 | Nemzet és Szabadság Európája       | FN / RN         |
| 2019–2024 | Identitás és Demokrácia            | Liga, RN, AfD   |
| 2024–től  | Patrióták Európáért                | RN, LSP, Fidesz |
| 2024–től  | Szuverén Nemzetek Európája         | AfD             |

## Alapító kiáltvány és ideológia
A három alapító párt képviselői aláírták a „Patrióta kiáltványt az európai jövőért”. A kiáltvány szerint az egyetlen érvényes európai politika, amelynek legitimitása az európai nemzetek létében gyökerezik, és őrzi és ünnepli az európai identitást, hagyományokat és szokásokat, folytatja görög-római és zsidó-keresztény örökségét. Ez meghatározza a szövetség ideológiáját, amely magában foglalja az EU-tagállamok nagyobb szuverenitását, az illegális migráció elleni határozottabb intézkedéseket és az európai zöld megállapodás felülvizsgálatát.

## Tagok

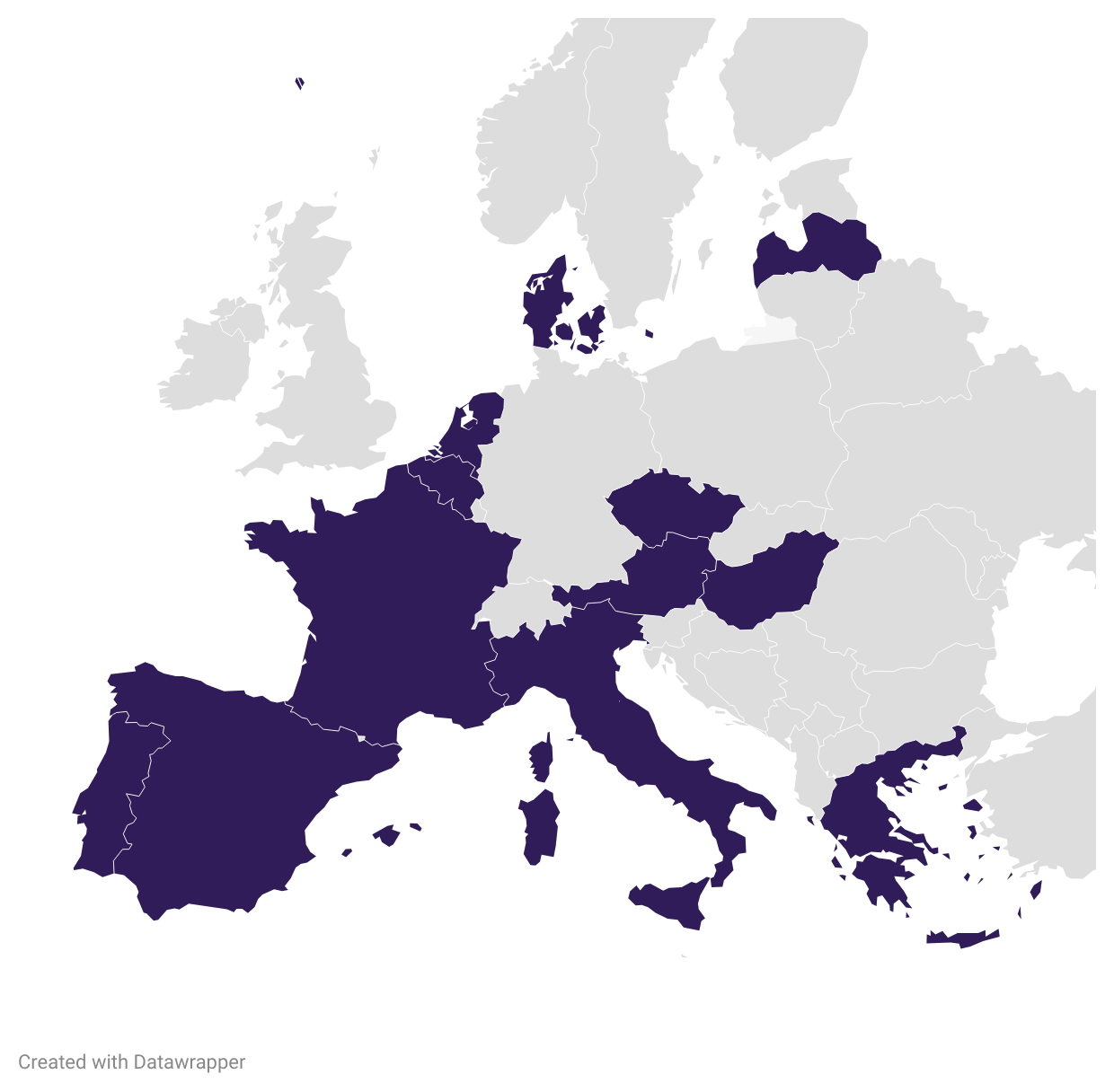
A tagpártok származási országai 2024. július 8-án

Az újonnan létesült frakció a 2024-2029-es európai parlamenti ciklusban a következő pártokat foglalja magában:
| Állam         | Nemzeti Párt                                                | Korábbi politikai csoport                  | Képviselők száma |
| ------------- | ----------------------------------------------------------- | ------------------------------------------ | ---------------- |
| Ausztria      | Osztrák Szabadságpárt Freiheitliche Partei Österreichs, FPÖ | Identitás és Demokrácia (ID)               | 6 / 19           |
| Belgium       | Flamand Érdek Vlaams Belang, VB                             | Identitás és Demokrácia (ID)               | 3 / 21           |
| Csehország    | Elégedetlen Polgárok Akciója Akce nespokojených občanů, ANO | Független                                  | 7 / 21           |
| Csehország    | Eskü és Autósok Přísaha a Motoristé                         | Független                                  | 2 / 21           |
| Dánia         | Dán Néppárt Dansk Folkeparti, DF                            | Identitás és Demokrácia (ID)               | 1 / 14           |
| Franciaország | Nemzeti Tömörülés Rassemblement National, RN                | Identitás és Demokrácia (ID)               | 30 / 81          |
| Görögország   | Értelem Hangja Φωνή Λογικής [Foné Logikész], FL             | Független                                  | 1 / 21           |
| Hollandia     | Szabadságpárt Partij voor de Vrijheid, PVV                  | Identitás és Demokrácia (ID)               | 6 / 31           |
| Lettország    | Lettország az Első Latvija pirmajā vietā, LPV               | Független                                  | 1 / 8            |
| Lengyelország | Nemzeti Mozgalom Ruch Narodowy                              | Független                                  | 2 / 53           |
| Magyarország  | Fidesz – Magyar Polgári Szövetség                           | Európai Néppárt (EPP)                      | 10 / 21          |
| Magyarország  | Kereszténydemokrata Néppárt, KDNP                           | Európai Néppárt (EPP)                      | 1 / 21           |
| Olaszország   | Liga Lega per Salvini Premier, LSP                          | Identitás és Demokrácia (ID)               | 8 / 76           |
| Portugália    | Elég! Chega                                                 | Identitás és Demokrácia (ID)               | 2 / 21           |
| Spanyolország | VOX Vox                                                     | Európai Konzervatívok és Reformisták (ECR) | 6 / 61           |
| Európai Unió  | összesen                                                    | összesen                                   | 86 / 720         |

## Kinyilvánította érdeklődését a csatlakozás iránt
A 6 európai parlamenti képviselői helyet megnyerő lengyel Konföderáció kijelentette, hogy jelenleg tárgyalásokat folytat a PfE csoporttal.

###### Az új EU-frakció további tagjaiként feltételezett további pártok a következők:
- Szlovén Demokrata Párt (SDS) amely 4 európai parlamenti képviselőt nyert (jelenleg az EPP képviselőcsoport tagja).

## Nem csatlakozik
- PiS – a lengyel Jog és Igazságosság párt vezetője Mateusz Morawiecki volt miniszterelnök 2024. július 3-án jelentette be, hogy pártja továbbra is az Európai Konzervatívok és Reformisták (ECR) frakció tagja marad.[26]
- RMDSZ – a Romániai Magyar Demokrata Szövetség nevében Csoma Botond, szóvivő jelentette be, hogy a pártja továbbra is az Európai Néppárt (EPP) frakcióban marad.[27]
- AfD – az Alternatíva Németországért párt bejelentette, hogy egyelőre nem csatlakoznak az alakuló formációhoz.[28]
- szlovák Irány – Szociáldemokrácia (SMER-SD) 2024. július 11-én Robert Fico bejelentette, hogy a SMER-SD nem csatlakozik a Patrióták Európáért csoporthoz.[29]